# Когерентный контроль
Когерентный контроль — способ управления химической реакцией с помощью коротких лазерных импульсов, у которых форма и поляризация изменяются на интервале времени в несколько фемтосекунд.
Достаточно короткий лазерный импульс взаимодействует с атомами и молекулами быстрее, чем они почувствуют изменение своего окружения. С помощью изменения формы и поляризации импульса во время его прохождения сквозь среду становится возможным привести систему в желаемое конечное состояние, которое иногда трудно достичь с помощью других термодинамических процессов. Например, становится возможным разорвать определённую связь в молекуле, оставив остальные, возможно более слабые связи, нетронутыми.
Этот метод, известный также как «квантовый когерентный контроль», был теоретически разработан в середине 1980-х и в настоящее время находится в обширной экспериментальной разработке.